# 야마자키 다카시
야마자키 다카시(일본어: 山崎貴, 1964년 6월 12일 ~ )는 나가노현 마쓰모토시 출신 일본의 영화 감독이자 시나리오 작가, 시각 효과 감독, 제작자이다. 2006년 영화 《올웨이즈 3번가의 석양》으로 일본 아카데미상 감독상을 수상했으며, 시각 효과 스튜디오 시로구미에 속해있다.

## 작품 목록

### 영화
- 쥬브나일 (2000)
- 황혼의 사무라이 (2002)
- 리터너 (2002)
- 올웨이즈 3번가의 석양 (2005)
- 올웨이즈 3번가의 석양 속편 (2007)
- BALLAD 이름없는 사랑 노래 (2009년)
- 우주전함 야마토 (2010)
- 프렌즈: 몬스터 섬의 비밀 (2011)
- 올웨이즈 3번가의 석양'64 (2011)
- 운명 (2017)
- 루팡 3세: 더 퍼스트 (2020)
- 고지라-1.0 (2023)

### 드라마
- 동물병원 선생님 (2003) 7화, 10화 연출
- 첫사랑.com (2003)

### 광고
- 롯데: 에어즈 (2006)

### 뮤직 비디오
- 범프 오브 치킨: "Namida no Furusato" (2006)
- 범프 오브 치킨: "Good Luck" (2012)